# Pierre Chardon
Pierre Chardon est le pseudonyme de Rachel Legras puis de Rachel Stefani après son mariage avec Jules Stefani. Historienne, romancière et conférencière, Pierre Chardon a collaboré à L'Action française. Pierre Chardon a été la maîtresse de Charles Maurras à partir de 1910 jusqu'à son mariage avec Jules Stefani,.

## Écriture pour Charles Maurras

### Dictionnaire Politique et critique
En 1910, Charles Maurras confia à Pierre Chardon la publication de son Dictionnaire politique et critique (1931-1934), encyclopédie qui traitait de tous les domaines auxquels Maurras touchait : politique, littérature, histoire, sociologie, philosophie,. Rachel Stéfani rassemble et classe les écrits de Maurras antérieurs à 1930. Ce travail sert de base pour l'écriture du Dictionnaire politique et critique du livre Mes idées politiques en 1937. Le Dictionnaire en 20 volumes est organisé selon l’ordre alphabétique.

### Mes idées politiques
L'idée d'écrire l'ouvrage émerge chez Pierre Chardon lors d'une discussion avec Jean Fayard qui lui exprime sa volonté d'éditer une collection de textes philosophiques et politiques de « penseurs de droite » débutant avec un ouvrage de Maurras. L'ouvrage, qui devait initialement constituer un recueil de textes de Maurras choisis et assemblés par Pierre Chardon, est préfacé, corrigé et enrichi de sorte à constituer une œuvre à part entière.
Le livre Mes idées politiques est imaginé par son auteur comme « une construction logique, partant de fondements anthropologiques et sociologiques pour aboutir, par degrés successifs, à la démonstration de la supériorité du régime monarchique ». Maurras, satisfait de la construction du livre par Pierre Chardon, signa et revendiqua Mes idées politiques et seul son nom y apparaît. Le livre fut un succès de librairie. Les droits d’auteur furent intégralement versés à Rachel Stefani.

## Féminisme nationaliste
Pierre Chardon, conférencière d’Action française dans les années 1930, classait les femmes royalistes dans la mouvance féministe et plus précisément au sein du « Féminisme de la tradition »,,,.

## Œuvres
- Mes idées politiques (1986) avec Pierre Chardon (historien, 18..-19..) comme Éditeur scientifique
- Mes idées politiques (1968) avec Pierre Chardon (historien, 18..-19..) comme Éditeur scientifique
- Mes idées politiques (1941) avec Pierre Chardon (historien, 18..-19..) comme Éditeur scientifique
- Mes idées politiques (1937) avec Pierre Chardon (historien, 18..-19..) comme Éditeur scientifique
- L'amitié de Maurras (1936)
- Dictionnaire politique et critique Fasc. 7 (1932) avec Pierre Chardon (historien, 18..-19..) comme Éditeur scientifique
- Dictionnaire politique et critique (1932) avec Pierre Chardon (historien, 18..-19..) comme Éditeur scientifique
- L'Expérience inutile, roman. 2e édition (1932)
- L'Expérience inutile, roman (1932)
- Paul Valéry et la médecine (1930) avec Pierre Chardon (historien, 18..-19..) comme Éditeur scientifique
- La Faillite sentimentale, roman. 2e édition (1930)
- La faillite sentimentale (1930)
- L'Epopée de l'aile. Poème en six parties (1927)
- L'Arrivée aux étoiles (1923)
- Dossiers biographiques Boutillier du Retail. Documentation sur Joseph Paul-Boncour (1912)
- Dossiers biographiques Boutillier du Retail. Documentation sur Auguste Rodin (1889)
- Dossiers biographiques Boutillier du Retail. Documentation sur Nicolas Fouquet (1880)
- Dossiers biographiques Boutillier du Retail. Documentation sur Michel de Montaigne (1859)
- Dossiers biographiques Boutillier du Retail. Documentation sur Joseph de Maistre (1850)
- Dossiers biographiques Boutillier du Retail. Documentation sur Alphonse de Lamartine (1843)